# Ligue féminine de basket 2015-2016
Navigation
2014-2015 2016-2017
La saison 2015-2016 de la LFB est la 18e édition de la Ligue féminine de basket.
Il s’agit de la dernière saison disputée avec 14 équipes, avant un retour en 2016-2017 à 12 équipes. De ce fait, trois équipes seront à l’issue de la saison reléguées en Ligue féminine 2.

## Clubs participants
| \| Bourges Lyon Lattes Mont-de-Marsan Nantes Angers Charleville-Mézières Arras Saint-Amand-les-Eaux Villeneuve-d'Ascq Calais Mondeville Nice Toulouse \| Localisation des clubs. |
| Bourges Lyon Lattes Mont-de-Marsan Nantes Angers Charleville-Mézières Arras Saint-Amand-les-Eaux Villeneuve-d'Ascq Calais Mondeville Nice Toulouse                               |

Légende des couleurs
- Euroligue féminine de basket-ball 2015-2016
- Eurocoupe féminine de basket-ball 2015-2016
- Promu de Ligue féminine 2 2014-2015

| Club                                    | Ville                | Dernière montée | Classement 2014-2015 | Entraîneur        | Depuis | Salle                            | Capacité théorique | Nombre de saisons en LFB |
| --------------------------------------- | -------------------- | --------------- | -------------------- | ----------------- | ------ | -------------------------------- | ------------------ | ------------------------ |
| Union Féminine Angers Basket 49         | Angers               | 2013            | 05                   | David Girandière  | 2008   | Salle Jean-Bouin                 | 3 000              | 1                        |
| Arras Pays d'Artois Basket Féminin      | Arras                | 2006            | 07                   | Cécile Piccin     | 2013   | Halle des sports Richard Tetelin | 1 500              | 9                        |
| Tango Bourges Basket                    | Bourges              | 1991            | 01                   | Valérie Garnier   | 2011   | Palais des sports du Prado       | 5 000              | 24                       |
| COB Calais                              | Calais               | 2014            | 13                   | Kevin Brohan      | 2012   | Salle Calypso                    | 3 300              | 1                        |
| Flammes Carolo basket                   | Charleville-Mézières | 2010            | 11                   | Romuald Yernaux   | 2002   | Salle Bayard                     | 1 500              | 5                        |
| Basket Landes                           | Mont-de-Marsan       | 2008            | 04                   | Olivier Lafargue  | 2004   | Espace François-Mitterrand       | 2 500              | 7                        |
| Basket Lattes Montpellier Agglomération | Lattes               | 2001            | 02                   | Valéry Demory     | 2007   | Palais des sports de Lattes      | 1 000              | 14                       |
| Lyon Basket Féminin                     | Lyon                 | 2011            | 12                   | Marina Maljković  | 2013   | Salle Mado Bonnet                | 1 400              | 4                        |
| USO Mondeville                          | Mondeville           | 1996            | 09                   | Romain Lhermitte  | 2013   | Halle Bérégovoy                  | 2 500              | 19                       |
| Nantes-Rezé Basket 44                   | Nantes               | 2008            | 08                   | Emmanuel Cœuret   | 2012   | Complexe Mangin Beaulieu         | 2 300              | 7                        |
| Cavigal Nice Basket 06                  | Nice                 | 2015            | 01 (LF2)             | Rachid Meziane    | 2015   | Salle Leyrit                     | 1 200              | 2                        |
| Saint-Amand Hainaut Basket              | Saint-Amand-les-Eaux | 2010            | 14                   | Fabrice Fernandes | 2013   | Salle Maurice-Hugot              | 2 000              | 6                        |
| Toulouse Métropole Basket               | Toulouse             | 2012            | 10                   | Jérôme Fournier   | 2013   | Gymnase Compans-Caffarelli       | 2 500              | 5                        |
| Villeneuve-d’Ascq                       | Villeneuve-d’Ascq    | 2000            | 03                   | Frédéric Dusart   | 2012   | Le Palacium                      | 1 800              | 15                       |

## La saison régulière

### Classement de la saison régulière
En cas d’égalité, les clubs sont départagés en fonction des résultats obtenus lors de leurs confrontations directes, indiquées entre parenthèses si nécessaire.
| Rang | Équipe                              | Pts | J  | G  | P  | Pp   | Pc   | Diff |
| ---- | ----------------------------------- | --- | -- | -- | -- | ---- | ---- | ---- |
| 1    | Lattes-Montpellier BLMA C           | 49  | 26 | 23 | 3  | 1967 | 1510 | 457  |
| 2    | Tango Bourges T                     | 48  | 26 | 22 | 4  | 1926 | 1455 | 471  |
| 3    | ESB Villeneuve-d’Ascq LM F          | 46  | 26 | 20 | 6  | 1905 | 1539 | 366  |
| 4    | FCB Charleville-Mézières (1-1, +14) | 44  | 26 | 18 | 8  | 1883 | 1622 | 261  |
| 5    | Cavigal Nice Basket 06 P (1-1, –14) | 44  | 26 | 18 | 8  | 1850 | 1659 | 191  |
| 6    | Basket Landes                       | 43  | 26 | 17 | 9  | 1799 | 1629 | 170  |
| 7    | Lyon BF                             | 38  | 26 | 12 | 14 | 1835 | 1788 | 47   |
| 8    | Nantes-Rezé Basket 44               | 37  | 26 | 11 | 15 | 1796 | 1785 | 11   |
| 9    | USO Mondeville (2-0)                | 36  | 26 | 10 | 16 | 1693 | 1931 | -238 |
| 10   | Saint-Amand Hainaut Basket (0-2)    | 36  | 26 | 10 | 16 | 1661 | 1775 | -114 |
| 11   | UFAB Angers 49                      | 33  | 26 | 7  | 19 | 1519 | 1726 | -207 |
| 12   | Toulouse Métropole Basket           | 32  | 26 | 6  | 20 | 1590 | 1954 | -364 |
| 13   | Arras Pays d’Artois BF R (1-1, +3)  | 30  | 26 | 4  | 22 | 1570 | 1942 | -372 |
| 14   | COB Calais (1-1, –3)                | 30  | 26 | 4  | 22 | 1498 | 2177 | -679 |

|   | Qualification pour les play-offs 2016                                   |
|   | Qualification pour le Challenge Round                                   |
|   | Relégation en LF2                                                       |
| T | Tenant du titre 2015                                                    |
| F | Finaliste du championnat 2015                                           |
| P | Promu de LF2                                                            |
| R | Repêché du championnat 2015 à la suite de la non-promotion de Perpignan |
| C | Vainqueur de la Coupe de France 2015                                    |

### Matchs
| Résultats (dom.\ext.)                                              | ANG   | ARR   | BOUR  | CAL    | CHAR  | LAND  | BLMA  | LYON   | USOM  | NAN   | NIC   | SAHB  | TOU    | VIL   |
| Angers                                                             |       | 71-60 | 55-64 | 78-56  | 53-57 | 53-66 | 45-64 | 67-74  | 71-65 | 63-60 | 65-59 | 57-72 | 62-52  | 69-77 |
| Arras                                                              | 53-66 |       | 53-69 | 66-60  | 65-81 | 53-81 | 45-79 | 57-72  | 76-79 | 54-79 | 67-63 | 52-60 | 80-85  | 49-77 |
| Bourges                                                            | 70-35 | 85-46 |       | 112-29 | 57-74 | 64-55 | 55-60 | 72-62  | 77-48 | 67-53 | 72-64 | 83-53 | 84-40  | 76-48 |
| Calais                                                             | 69-63 | 80-77 | 45-92 |        | 51-80 | 75-69 | 65-96 | 44-102 | 81-71 | 64-95 | 36-72 | 51-71 | 49-71  | 51-76 |
| Charleville-Mézières                                               | 77-57 | 74-56 | 73-88 | 110-47 |       | 45-50 | 63-74 | 73-69  | 96-48 | 83-56 | 76-66 | 75-53 | 59-43  | 52-68 |
| Basket Landes                                                      | 72-50 | 73-60 | 72-64 | 113-75 | 74-72 |       | 49-68 | 85-72  | 71-67 | 73-60 | 49-51 | 83-66 | 63-58  | 59-60 |
| Lattes Montpellier                                                 | 81-47 | 79-56 | 66-69 | 92-54  | 72-61 | 68-63 |       | 77-70  | 78-60 | 68-58 | 68-73 | 86-68 | 100-61 | 66-63 |
| Lyon                                                               | 64-62 | 76-62 | 45-61 | 90-44  | 72-75 | 53-72 | 71-80 |        | 66-68 | 84-55 | 67-79 | 73-78 | 83-73  | 93-81 |
| Mondeville                                                         | 67-60 | 58-68 | 57-96 | 74-63  | 76-65 | 65-71 | 55-77 | 63-79  |       | 64-63 | 82-85 | 79-67 | 80-66  | 54-83 |
| Nantes Rezé                                                        | 67-62 | 91-65 | 61-65 | 93-52  | 57-72 | 68-78 | 41-81 | 63-70  | 75-52 |       | 78-69 | 81-76 | 101-80 | 68-77 |
| Nice                                                               | 81-51 | 79-68 | 63-68 | 70-66  | 73-67 | 74-64 | 69-81 | 94-44  | 74-67 | 71-60 |       | 77-70 | 77-35  | 57-56 |
| Saint-Amand Hainaut                                                | 70-55 | 63-48 | 66-86 | 62-49  | 62-64 | 73-63 | 47-75 | 66-61  | 70-75 | 58-64 | 70-61 |       | 63-67  | 48-68 |
| Toulouse                                                           | 61-48 | 81-83 | 58-70 | 102-74 | 62-82 | 43-67 | 33-73 | 53-68  | 64-69 | 78-94 | 74-84 | 61-59 |        | 57-90 |
| Villeneuve-d’Ascq                                                  | 69-54 | 81-51 | 74-60 | 80-68  | 73-77 | 72-64 | 69-58 | 84-55  | 89-50 | 59-55 | 58-66 | 81-50 | 92-32  |       |
| - Victoire à domicile - Victoire à l'extérieur - Match non disputé |       |       |       |        |       |       |       |        |       |       |       |       |        |       |

### Évolution du classement
| Journées / Clubs     | 1  | 2  | 3  | 4  | 5  | 6  | 8  | 9  | 10 | 11 | 7    | 12   | 13   | 14   | 15   | 16   | 17   | 18  | 19  | 20   | 21   | 22   | 23   | 24   | 25 | 26 | Journées en tête | Journées relégable |
| -------------------- | -- | -- | -- | -- | -- | -- | -- | -- | -- | -- | ---- | ---- | ---- | ---- | ---- | ---- | ---- | --- | --- | ---- | ---- | ---- | ---- | ---- | -- | -- | ---------------- | ------------------ |
| Angers               | 12 | 11 | 12 | 10 | 11 | 11 | 11 | 11 | 12 | 11 | 12-1 | 12-1 | 12-1 | 13-1 | 13-1 | 12   | 10   | 11  | 12  | 12   | 12   | 12   | 11   | 11   | 11 | 11 |                  | 13                 |
| Arras                | 11 | 12 | 13 | 13 | 13 | 12 | 12 | 12 | 13 | 13 | 13-1 | 14-1 | 14-1 | 14-1 | 14-1 | 13   | 14   | 14  | 14  | 14   | 13   | 13   | 13   | 13   | 13 | 13 |                  | 25                 |
| Bourges              | 9  | 7  | 7  | 9  | 5  | 5  | 5  | 5  | 3  | 2  | 3-1  | 3-1  | 3-1  | 2-1  | 2-1  | 2-1  | 2-1  | 2-1 | 2   | 2-1  | 2-1  | 2-1  | 2-1  | 2-2  | 2  | 2  |                  |                    |
| Calais               | 14 | 14 | 14 | 14 | 14 | 14 | 14 | 14 | 11 | 12 | 10   | 10   | 10   | 11   | 11   | 11   | 13   | 13  | 13  | 13   | 14   | 14   | 14   | 14   | 14 | 14 |                  | 19                 |
| Charleville-Mézières | 10 | 10 | 9  | 7  | 6  | 6  | 6  | 6  | 6  | 5  | 5-1  | 6-1  | 6-1  | 6-1  | 6-1  | 6-1  | 6-1  | 6-1 | 5   | 6-1  | 6-1  | 6-2  | 5-1  | 6-1  | 5  | 4  |                  |                    |
| Basket Landes        | 5  | 6  | 8  | 4  | 4  | 4  | 4  | 4  | 5  | 7  | 7-1  | 5-1  | 5-1  | 5-1  | 5-1  | 4    | 5    | 3+1 | 4+1 | 5    | 5    | 5    | 6    | 5    | 6  | 6  |                  |                    |
| Lattes-Montpellier   | 6  | 8  | 5  | 3  | 3  | 3  | 3  | 1  | 1  | 1  | 2-1  | 1-1  | 1-1  | 1-1  | 1-1  | 1    | 1    | 1   | 1   | 1    | 1    | 1    | 1    | 1    | 1  | 1  | 18               |                    |
| Lyon                 | 13 | 13 | 10 | 12 | 10 | 10 | 8  | 7  | 7  | 6  | 6-1  | 7-1  | 7-1  | 7-1  | 8-1  | 7    | 7    | 7   | 7+1 | 7    | 7    | 7    | 7    | 7    | 7  | 7  |                  | 3                  |
| Mondeville           | 7  | 4  | 3  | 5  | 7  | 7  | 7  | 8  | 8  | 8  | 8-1  | 8-1  | 8-1  | 8-1  | 9-1  | 8    | 8    | 8   | 8   | 8    | 9    | 9    | 9    | 8    | 9  | 9  |                  |                    |
| Nantes-Rezé          | 1  | 1  | 4  | 6  | 8  | 8  | 9  | 9  | 9  | 10 | 11-1 | 11-1 | 11-1 | 10-1 | 10-1 | 10-1 | 11-1 | 10  | 10  | 9    | 8    | 8    | 8    | 9-1  | 8  | 8  | 2                |                    |
| Nice                 | 4  | 5  | 2  | 2  | 2  | 2  | 2  | 3  | 4  | 4  | 1    | 2    | 2    | 3    | 3    | 3    | 3    | 4   | 6   | 3    | 3    | 3-1  | 3    | 3-1  | 4  | 5  | 1                |                    |
| Saint-Amand Hainaut  | 3  | 2  | 6  | 8  | 9  | 9  | 10 | 10 | 10 | 9  | 9-1  | 9-1  | 9-1  | 9-1  | 7-1  | 9-1  | 9-1  | 9   | 9   | 10-1 | 10-1 | 10-1 | 10-1 | 10-1 | 10 | 10 |                  |                    |
| Toulouse             | 8  | 9  | 11 | 11 | 12 | 13 | 13 | 13 | 14 | 14 | 14-1 | 13-1 | 13-1 | 12-1 | 12-1 | 14-1 | 12-1 | 12  | 11  | 11   | 11   | 11   | 12   | 12   | 12 | 12 |                  | 18                 |
| Villeneuve-d’Ascq    | 2  | 3  | 1  | 1  | 1  | 1  | 1  | 2  | 2  | 3  | 4-1  | 4-1  | 4-1  | 4-1  | 4-1  | 5-1  | 4-1  | 5-1 | 3   | 4-1  | 4-1  | 4-1  | 4-1  | 4-2  | 3  | 3  | 5                |                    |

Notes :

-1 En raison des attentats de Paris le 13 novembre 2015, les rencontres de la 7e journée prévues les 14 et 15 novembre ont été déplacées, aucun match n'ayant été disputé à ces dates-là. Les rencontres ont été décalées selon le calendrier suivant, ce qui se traduit par des matchs en retard dans le classement pour les équipes concernées :
- le 5 janvier 2016 (entre les 11e et 12e journées) : Nice/Calais
- le 10 février 2016 (entre les 15e et 16e journées) : Arras/Mondeville, Lattes-Montpellier/Angers et Lyon/Basket Landes
- le 9 mars 2016 (au milieu de la 18e journée, dont les matchs réguliers sont programmés les 2, 11 et 12 mars) : Nantes-Rezé/Toulouse
- le 16 mars 2016 (entre les 18e et 19e journées) : Villeneuve d'Ascq/Hainaut St-Amand et Bourges/Charleville

+1 La rencontre entre Hainaut St-Amand et Basket Landes, comptant pour la 19e journée, a été avancée au 5 mars (soit au milieu de la 18e journée, dont les matchs réguliers sont programmés les 2, 11 et 12 mars). Celle entre Basket Landes et Lyon, comptant pour la 20e journée, a été avancée au 16 mars (avant la 19e journée). Deux rencontres de la 20e journée ont été repoussées : Hainaut/Villeneuve d'Ascq et Charleville/Bourges ont respectivement été déplacées aux 17 et 16 avril, avant la 25e journée, en raison de leur participation aux demi-finales de l'Eurocoupe. À la suite de leur qualification pour la finale, les matchs Villeneuve d'Ascq/Nice et Bourges/Nantes de la 24e journée ont été décalés du 13 avril au 20 avril, donc toujours avant la 25e journée, mais après les matchs en retard de la 20e.
-2 La rencontre de la huitième journée opposant Charleville à Nice (remportée par les locaux 78-71) a été donnée à rejouer par la Commission Fédérale de Haut Niveau, finalement déplacée au 6 avril (entre les 22e et 23e journées). Le score initial a été maintenu et pris en compte dans le classement jusqu'avant la 22e journée.

## Phase finale

### Playoffs
Les demi-finales et les finales se jouent en deux manches gagnantes. Le match aller se joue chez de l’équipe la moins bien classée lors de la saison régulière, le match retour et le match d’appui éventuel chez l’équipe la mieux classée.
|  | Demi-finales             | Demi-finales | Demi-finales | Demi-finales | Demi-finales |                        |   | Finale | Finale | Finale | Finale | Finale |  |  |
|  |                          |              |              |              |              |                        |   |        |        |        |        |        |  |  |
|  | 4 et 6 mai               |              |              |              |              |                        |   |        |        |        |        |        |  |  |
|  |                          |              |              |              |              |                        |   |        |        |        |        |        |  |  |
|  | [1] Lattes-Montpellier   | 2            | 76           | 60           | -            |                        |   |        |        |        |        |        |  |  |
|  | [1] Lattes-Montpellier   | 2            | 76           | 60           | -            | 11, 13 et 15 mai       |   |        |        |        |        |        |  |  |
|  | [4] Charleville-Mézières | 0            | 52           | 41           | -            |                        |   |        |        |        |        |        |  |  |
|  | [4] Charleville-Mézières | 0            | 52           | 41           | -            | [1] Lattes-Montpellier | 2 | 49     | 61     | 65     |        |        |  |  |
|  | 4 et 6 mai               |              |              |              |              | [1] Lattes-Montpellier | 2 | 49     | 61     | 65     |        |        |  |  |
|  |                          | [2] Bourges  | 1            | 54           | 51           | 63                     |   |        |        |        |        |        |  |  |
|  | [2] Bourges              | [2] Bourges  | 1            | 54           | 51           | 63                     | 2 | 73     | 62     | -      |        |        |  |  |
|  | [2] Bourges              |              |              |              |              |                        |   | 73     | 62     | -      |        |        |  |  |
|  | [3] Villeneuve-d’Ascq    | 0            | 60           | 45           | -            |                        |   |        |        |        |        |        |  |  |
|  | [3] Villeneuve-d’Ascq    | 0            | 60           | 45           | -            |                        |   |        |        |        |        |        |  |  |

|  | Suivi de la série. |

|  | Score de l’équipe recevante. |

|  | Score de l’équipe en déplacement. |

### Challenge Round (5-8)
Concernant les équipes classées de la 5e à la 8e place à l’issue de la saison régulière, le Challenge Round se joue en deux matches gagnants, aussi bien pour les demi-finales que pour la finale, avec éventuellement un match d’appui si chacune des deux équipes en a remporté un. Le match aller se joue chez l’équipe la moins bien classée lors de la saison régulière, le match retour et la belle éventuelle chez l’équipe la mieux classée.
|  | Demi-finales      | Demi-finales      | Demi-finales | Demi-finales | Demi-finales |                  |   | Finale | Finale | Finale | Finale | Finale |  |  |
|  |                   |                   |              |              |              |                  |   |        |        |        |        |        |  |  |
|  | 2, 5 et 7 mai     |                   |              |              |              |                  |   |        |        |        |        |        |  |  |
|  |                   |                   |              |              |              |                  |   |        |        |        |        |        |  |  |
|  | [5] Nice          | 2                 | 78           | 65           | 73           |                  |   |        |        |        |        |        |  |  |
|  | [5] Nice          | 2                 | 78           | 65           | 73           | 10, 12 et 14 mai |   |        |        |        |        |        |  |  |
|  | [8] Nantes-Rezé   | 1                 | 77           | 80           | 67           |                  |   |        |        |        |        |        |  |  |
|  | [8] Nantes-Rezé   | 1                 | 77           | 80           | 67           | [5] Nice         | 2 | 59     | 54     | 74     |        |        |  |  |
|  | 3, 5 et 7 mai     |                   |              |              |              | [5] Nice         | 2 | 59     | 54     | 74     |        |        |  |  |
|  |                   | [6] Basket Landes | 1            | 69           | 50           | 70               |   |        |        |        |        |        |  |  |
|  | [6] Basket Landes | [6] Basket Landes | 1            | 69           | 50           | 70               | 2 | 76     | 83     | -      |        |        |  |  |
|  | [6] Basket Landes |                   |              |              |              |                  |   | 76     | 83     | -      |        |        |  |  |
|  | [7] Lyon          | 0                 | 58           | 72           | -            |                  |   |        |        |        |        |        |  |  |
|  | [7] Lyon          | 0                 | 58           | 72           | -            |                  |   |        |        |        |        |        |  |  |

|  | Suivi de la série. |

|  | Score de l’équipe recevante. |

|  | Score de l’équipe en déplacement. |

## Récompenses individuelles

### MVP par journée de la saison régulière
| Journée | Joueuse                 | Équipe             | Évaluation |
| ------- | ----------------------- | ------------------ | ---------- |
| 1       | Samantha MacKay         | Nantes Rezé        | 29         |
| 2       | Margaux Galliou-Loko    | Nantes Rezé (2)    | 28         |
| 3       | Courtney Hurt           | Nice               | 31         |
| 4       | Djéné Diawara           | Nice (2)           | 32         |
| 5       | Latoya Williams         | Lyon               | 27         |
| 6       | Latoya Williams (2)     | Lyon (2)           | 39         |
| 7       | Lysa Millavet           | Mondeville         | 30         |
| 8       | Amel Bouderra           | Charleville        | 26         |
| 9       | Céline Dumerc           | Bourges            | 30         |
| 10      | Kim Mestdagh            | Charleville (2)    | 27         |
| 11      | Latoya Williams (3)     | Lyon (3)           | 25         |
| 12      | Ingrid Tanqueray        | Bourges (2)        | 26         |
| 13      | Latoya Williams (4)     | Lyon (4)           | 36         |
| 14      | Lauren Ervin            | Lyon (5)           | 44         |
| 15      | Sarah Michel            | Lattes Montpellier | 23         |
| 16      | Kristen Brooke Sharp    | Mondeville (2)     | 26         |
| 17      | Tianna Hawkins          | Toulouse           | 29         |
| 18      | Sofija Aleksandravicius | Angers             | 33         |
| 19      | Johannah Leedham        | Bourges (3)        | 45         |
| 20      | Katherine Plouffe       | Nantes Rezé (3)    | 33         |
| 21      | Lauren Ervin (2)        | Lyon (6)           | 25         |
| 22      | Gunta Baško-Melnbārde   | Basket Landes      | 34         |
| 23      | Romane Bernies          | Angers (2)         | 29         |
| 24      | Lauren Ervin (3)        | Lyon (7)           | 25         |
| 25      | Johannah Leedham (2)    | Bourges (4)        | 29         |
| 26      | Queralt Casas           | Nantes Rezé (4)    | 31         |

Amel Bouderra (12,7 points, 3,4 rebonds et 7,6 passes décisives) est élue meilleure joueuse française pour la première fois, devant Marine Johannès (Mondeville) et Céline Dumerc (Bourges). La Lyonnaise Latoya Williams (16 points, 7,3 rebonds et 2,3 passes décisives) remporte le trophée chez les étrangères devant Johannah Leedham (Bourges) et Courtney Hurt (Nice). Alix Duchet (8,2 points, 3,2 rebonds et 3,5 passes décisives), est élue meilleure espoire devant Lisa Berkani (Lattes-Montpellier) et Catherine Mosengo-Masa (Mondeville).

## Clubs engagés en Coupe d'Europe

### Euroligue
| Équipe            | Premier tour   | Premier tour | Playoffs              | Playoffs              | Bilan général |
| Équipe            | Groupe         | Vic-Def      | Stade                 | Vic-Def               | Vic-Def       |
| ----------------- | -------------- | ------------ | --------------------- | --------------------- | ------------- |
| Bourges           | 5e du groupe B | 6 - 8 (43%)  | Reversée en EuroCoupe | Reversée en EuroCoupe | 6 - 8 (43%)   |
| Villeneuve-d'Ascq | 6e du groupe A | 5 - 9 (36%)  | Reversée en EuroCoupe | Reversée en EuroCoupe | 5 - 9 (36%)   |

### EuroCoupe
| Équipe            | Premier tour                | Premier tour                | Playoffs       | Playoffs    | Bilan général |
| Équipe            | Groupe                      | Vic - Def                   | Stade          | Vic - Def   | Vic - Def     |
| ----------------- | --------------------------- | --------------------------- | -------------- | ----------- | ------------- |
| Angers            | 2e du groupe H              | 4 - 2 (67%)                 | 1/8e de finale | 1 - 3 (25%) | 5 - 5 (50%)   |
| Basket Landes     | 1re du groupe F             | 5 - 1 (83%)                 | 1/2 finale     | 4 - 4 (50%) | 9 - 5 (64%)   |
| Bourges           | Participation à l'Euroligue | Participation à l'Euroligue | Vainqueur      | 5 - 1 (83%) | 11 - 9 (55%)  |
| Nantes Rezé       | 2e du groupe E              | 4 - 2 (67%)                 | 1/8e de finale | 2 - 2 (50%) | 6 - 4 (60%)   |
| Villeneuve-d'Ascq | Participation à l'Euroligue | Participation à l'Euroligue | Finaliste      | 3 - 3 (50%) | 8 - 12 (40%)  |